# James McBride
Pour les articles homonymes, voir McBride.
Œuvres principales
- La Couleur de l'eau
- L'Oiseau du Bon Dieu

James McBride, né le 11 septembre 1957 à New York, est un écrivain, scénariste, journaliste et musicien américain, lauréat du National Book Award en 2013.

## Biographie
James McBride est le fils du révérend afro-américain Andrew D. McBride (1911-1957) et de Ruchel Dwajra Zylska (1921-2010), une immigrée juive de Pologne et fille d'un rabbin orthodoxe qui se convertit au christianisme après son mariage. Il est le huitième d'une fratrie de 12 enfants élevés à Brooklyn. L'Écrivain évoque l'univers de son enfance et le destin singulier de ses parents dans ses mémoires, parus en 1995, intitulés La Couleur de l'eau (The Color of Water: A Black Man's Tribute to His White Mother).
Miracle à Santa Anna (Miracle at St. Anna), son premier roman, paru en 2002, rencontre un gros succès dont il tire un scénario réalisé en 2008 Miracle à Santa Anna par Spike Lee.
Il obtient le National Book Award de la meilleure œuvre de fiction en 2013 pour son roman L'Oiseau du Bon Dieu (The Good Lord Bird).
Le 22 septembre 2016, le président Barack Obama lui décerne la National Humanities Medal 2015.

## Œuvre

### Romans
- Buffalo Soldiers, 2003 ((en) Miracle at St. Anna, 2002), trad. Viviane Mikhalkov, 356 p.  (ISBN 2-84111-277-2)Réédition, J'ai lu, coll. « Par ailleurs » no 8143, 2006 ; nouvelle édition sous le titre Miracle à Santa Anna, Éditions Gallmeister, coll. « Totem » no 54, 2015, 323 p. (ISBN 978-2-35178-554-6)

### (en)Song Yet Sung,2008
- L'Oiseau du Bon Dieu, Gallmeister, 2015 ((en) The Good Lord Bird, 2013), trad. François Happe, 441 p.  (ISBN 978-2-35178-097-8)National Book Award 2013. Réédition, Éditions Gallmeister, coll. « Totem » no 81, 2017, 474 p. (ISBN 978-2-35178-587-4)
- Deacon King Kong, Gallmeister, 2021 ((en) Deacon King Kong, 2020), trad. François Happe, 544 p.  (ISBN 978-2-35178-244-6)
- L'Épicerie du paradis sur Terre, Éditions Gallmeister, 2025 ((en) The Heaven & Earth Grocery Store, 2023), trad. François Happe  (ISBN 978-2-404-02483-7)

### Recueil de nouvelles
- (en) Five-Carat Soul, 2017

### Récit
- Mets le feu et tire-toi, Gallmeister, 2017 ((en) Kill 'Em and Leave, 2016), trad. François Happe, 319 p.  (ISBN 978-2-35178-141-8)

### Recueil de photos
- Vive la famille !, Le Chêne, 2002 ((en) Family, 2001), trad. Françoise Fauchet et Chantal Philippe, 178 p.  (ISBN 2-84277-441-8)

### Mémoires
- La Couleur d'une mère, NiL, 1997 ((en) The Color of Water, 1995), trad. Gabrielle Rolin, 290 p.  (ISBN 2-84111-075-3)Réédition sous le titre La Couleur de l'eau, NiL Éditions, 2003, 290 p. (ISBN 2-84111-286-1)

## Filmographie

### Comme scénariste
- 2008 : Miracle à Santa Anna (Miracle at St. Anna), film américain réalisé par Spike Lee
- 2012 : Red Hook Summer, film américain réalisé par Spike Lee

## Reconnaissances
- Le magazine Time l'a mentionné dans sa liste des 100 personnes les plus influentes de l'année 2024[1].